# ラウール・ガルシア・デ・アーロ
ラウール・ガルシア・デ・アーロ（Raúl García de Haro、2000年11月3日 - ）は、スペイン・カタルーニャ州オレサ・デ・モントセラート出身のサッカー選手。ラリーガ・CAオサスナ所属。ポジションはFW。

## クラブ経歴

### ベティス
カタルーニャ州のオレサ・デ・モントセラートに生まれ、UDアルメリアのカンテラを経て2018年7月12日、レアル・ベティスのフベニールA (U-19)に加入した。しかし、加入後すぐにBチームに昇格し、2018-19シーズンはテルセーラ・ディビシオンの舞台にて26試合で15得点を挙げた。2019年9月24日、プリメーラ・ディビシオンのレバンテUD戦にて、ボルハ・イグレシアスとの途中交代でトップチームデビューを果たした。
2022年3月7日、ベティスとの契約を2025年まで延長すると、同年6月28日、2022-23シーズンはCDミランデスにレンタル移籍することが決定した。ミランデスでは、加入後すぐにレギュラーに定着し、リーグ戦39試合で19得点を挙げ、セグンダ・ディビシオンの得点ランキングでミルト・ウズニに次ぐ第2位に輝いた。

### オサスナ
2023年8月10日、ラリーガのCAオサスナに移籍した。

## タイトル

### クラブ
ベティス
- コパ・デル・レイ : 1回 (2021-22)

### 個人
- サラ賞 (セグンダ・ディビシオン) : 1回 (2022-23)